# La Barben
La Barben este o comună în departamentul Bouches-du-Rhône din Franța. Se află la o altitudine de 114 m deasupra nivelului mării. Are o suprafață de 22,85 km². Populația este de 852 locuitori, determinată în 1 ianuarie 2022, prin recensământ.